# Gerpinnes
Gerpinnes (en wallon Djerpene) est une commune de Belgique située en Région wallonne dans la province de Hainaut dans la région de l'Entre-Sambre-et-Meuse. Elle est connue notamment pour sa marche folklorique en l'honneur de sainte Rolende.
Elle est née au 1er janvier 1977 de la fusion des communes de Gerpinnes, Acoz, Gougnies, Joncret, Loverval et Villers-Poterie.

## Toponymie
Le nom de la localité est attesté sous les formes :
En l'an 1000 : Gerpinia
- En l'an 1016 : Gerpin
- En l'an 1127 : Gerpinas
- En l'an 1133 : Gerpinos
- En l'an 1201 : Gelpines
- En l'an 1363 : Gerpines
- Enfin en 1348 : Gerpinnes[1].

D'après Jespers, qui cite Herbillon, Gerpinnes signifie « domaine de Grippo », diminutif de Grimberht, nom de personne germanique.
Nous trouvons également les origines des noms des hameaux :
- Fromiée : 1227, Frawengie « propriété de Frawo ».
- Hymiée : 1289, Umingnées « propriété d'Emmo ».
- Les Flaches : 1542, parcelle boisée au sol très argileux retenant des flaques d'eau = flaches[1].

## Géographie

### Situation
Située en province de Hainaut, à 12 km au sud de Charleroi, la commune de Gerpinnes dont l'altitude moyenne est de 190 m, présente une superficie totale de 47,88 km2. L'entité de Gerpinnes est composée de plusieurs villages.
|                        | Châtelet  |        |
| Ham-sur-Heure-Nalinnes | Gerpinnes | Mettet |
|                        | Florennes |        |

### Sections de commune
| # | Nom             | Superf. (km²) | Habitants (2020) | Habitants par km² | Code INS |
| - | --------------- | ------------- | ---------------- | ----------------- | -------- |
| 1 | Gerpinnes       | 24,69         | 5.802            | 235               | 52025A   |
| 2 | Loverval        | 4,38          | 1.903            | 435               | 52025B   |
| 3 | Joncret         | 3,47          | 723              | 208               | 52025C   |
| 4 | Acoz            | 7,09          | 2.048            | 289               | 52025D   |
| 5 | Villers-Poterie | 3,44          | 1.309            | 380               | 52025E   |
| 6 | Gougnies        | 4,61          | 1.020            | 221               | 52025F   |

L'ancienne commune de Gerpinnes elle-même compte différents hameaux :
- Fromiée ;
- Hymiée ;
- Les Flaches.

## Démographie
Gerpinnes comptait, au 1er juin 2024, 12 923 habitants (6 204 hommes et 6 719 femmes), soit une densité de 269,9 habitants/km² pour une superficie de 47,88 km².

### Démographie: Avant la fusion des communes
- Source: DGS recensements population

### Démographie: Commune fusionnée
En tenant compte des anciennes communes entraînées dans la fusion de communes de 1977, on peut dresser l'évolution suivante :
Les chiffres des années 1831 à 1970 tiennent compte des chiffres des anciennes communes fusionnées.
- Source: DGS , de 1831 à 1981=recensements population; à partir de 1990 = nombre d'habitants chaque 1 janvier[6]

## Histoire

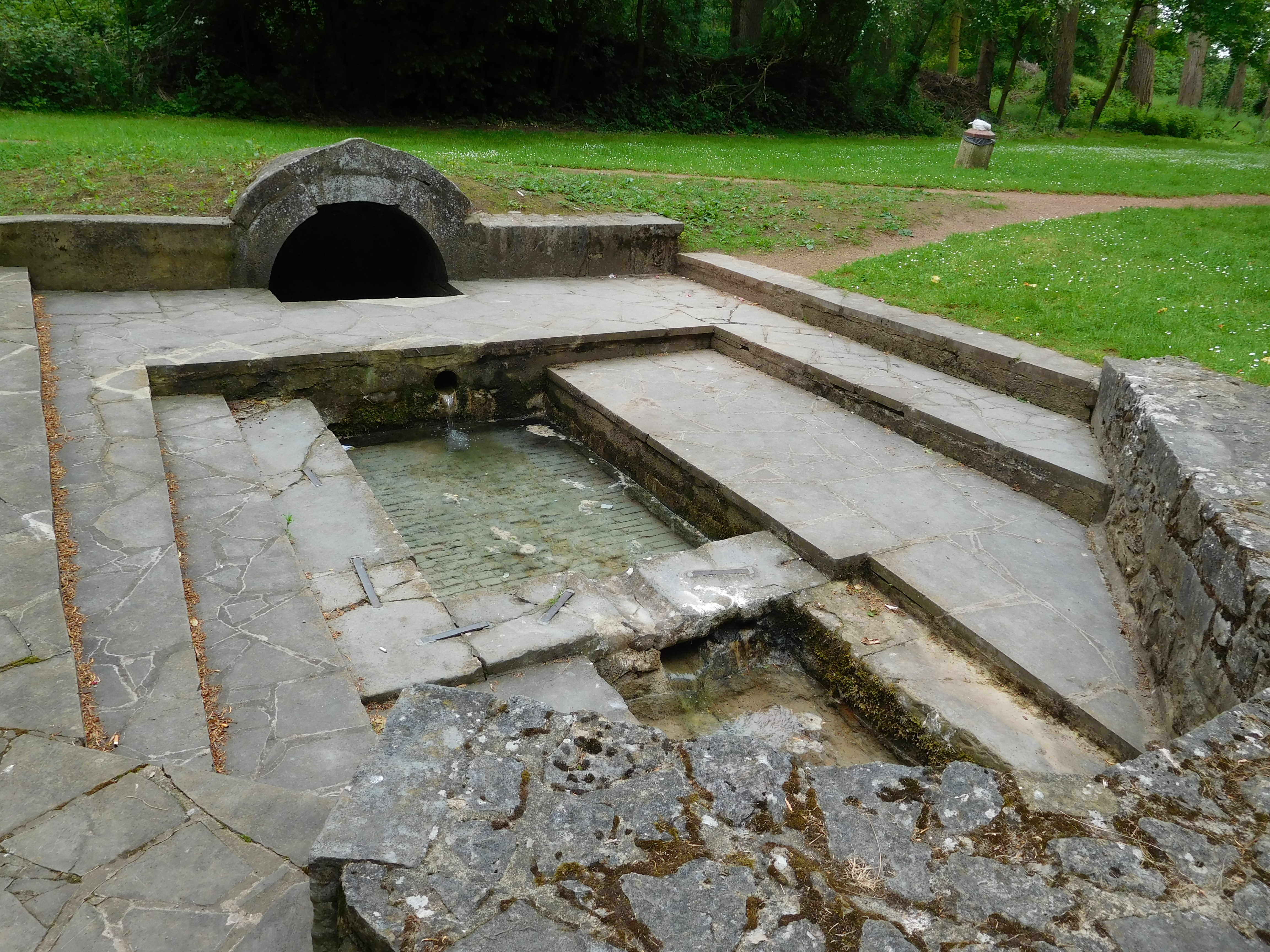
Fontaine Sainte-Rolende.

## Héraldique
|  | La commune possède des armoiries dont la date d'octroi n'a pas été trouvée. Blasonnement : De sinople au Saint Michel tenant de la main dextre une épée et de la main senestre une balance et terrassant le dragon, le tout d'argent. Source du blasonnement : Heraldy of the World. |

## Politique et administration

### Conseil et collège communal 2024-2030
Ci-dessous, le tableau des résultats des élections communales de 2024.
| Parti | Parti                   | Voix (2024) | Voix (2018) | % (2024) | % (2018) | +/-    | Sièges  | +/-  | Collège |
| ----- | ----------------------- | ----------- | ----------- | -------- | -------- | ------ | ------- | ---- | ------- |
|       | LES ENGAGÉS             | 4.478       | -           | 52,37%   | -        | 0.22 % | 15 / 23 | 2.0  | Oui     |
|       | CDH                     | -           | 4.414       | -        | 52,15%   | 0.0 %  | - / 23  | 0.0  | Non     |
|       | PS                      | 1.375       | -           | 16,08%   | -        | 0.0 %  | 3 / 23  | 3.0  | Non     |
|       | MR                      | 1.550       | -           | 18,13%   | -        | 0.0 %  | 4 / 23  | 4.0  | Non     |
|       | VertVous                | 629         | -           | 7,36%    | -        | 0.0 %  | 1 / 23  | 1.0  | Non     |
|       | Ensemble pour Gerpinnes | 518         | -           | 6,06%    | -        | 0.0 %  | 0 / 23  | 0.0  | Non     |
|       | HORIZONS                | -           | 3.463       | -        | 40,91%   | 0.0 %  | - / 23  | 10.0 | Non     |
|       | DEMAIN                  | -           | 587         | -        | 6,94%    | 0.0 %  | - / 23  | 0.0  | Non     |
| Total | Total                   | 8 550       | 8 464       | 100 %    | 100 %    |        | 23      |      |         |

- Bourgmestre : Julien Matagne (Les Engagés)
- 1er Échevin : Julien Herman (Les Engagés)
- 2e Échevine : Christine Laurent (Les Engagés)
- 3e Échevin : Guy Wautelet (Les Engagés)
- 4e Échevine : Isabelle Dailly (Les Engagés)
- 5e Échevine : Carine Bolle (Les Engagés)
- Présidente du CPAS : Isabelle Delisée (Les Engagés)

### Liste des bourgmestres de 1830 à aujourd'hui
- 1983-1988 : Fernand Antoine.
- 1995-1998 : Fernand Antoine.
- 1998 - 2006 : Roland Marchal.
- 2006 - 2024 : Philippe Busine.
- Depuis 2024 : Julien Matagne.

## Patrimoine et Folklore

### Patrimoine architectural

#### Gerpinnes-Centre

##### L'église

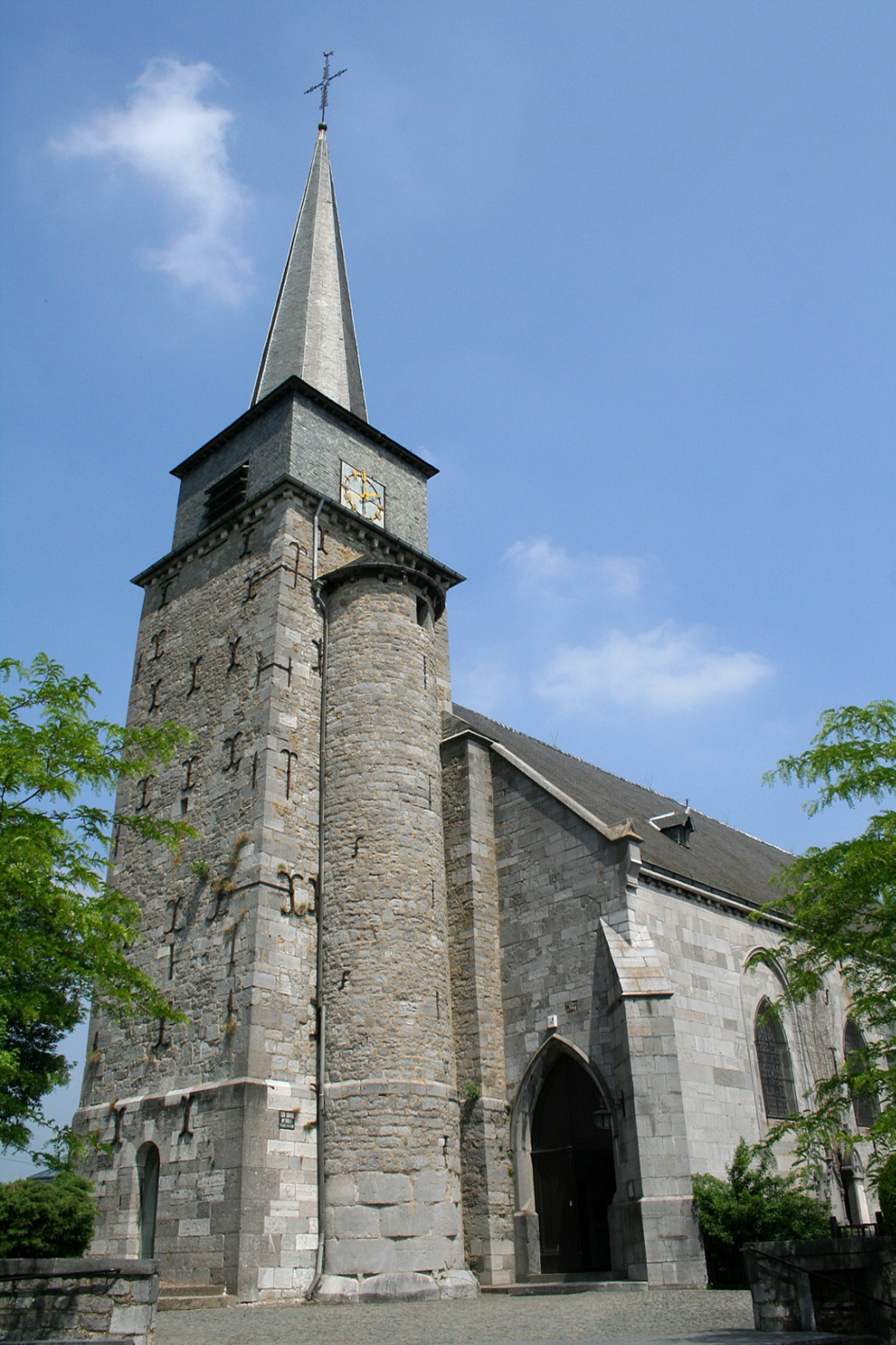
Gerpinnes, l'église Saint-Michel.

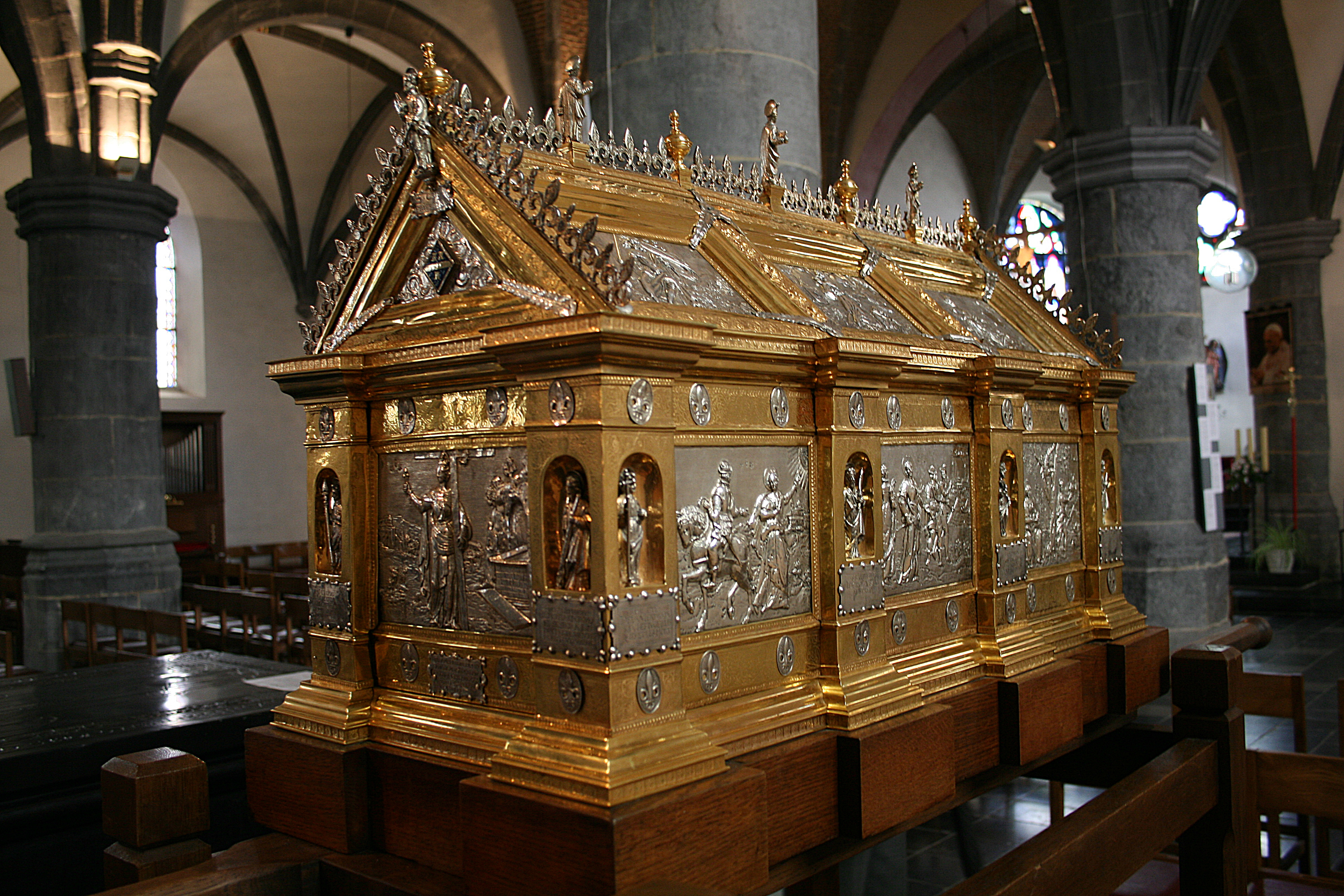
Gerpinnes, la châsse de Sainte Rolende.

L’église Saints-Michel-et-Rolende est construite sur un site médiéval fortifié. Bâtie en calcaire, l’église est dédiée au culte de sainte Rolende et de l’archange saint Michel, saints patrons de l’édifice. Elle est composée d’une tour datée du tournant entre le XVIe et le XVIIe siècle, d’une nef à trois vaisseaux, d’un transept massif et peu saillant et d’un chœur étroit et semi-hexagonal. La nef et le transept sont rythmés chacun de trois travées. L’édifice est couvert d’une bâtière à croupette sur une corniche moulurée. L’église est restaurée dans la seconde moitié du XXe siècle par l’architecte S. Brigode. Durant cette campagne, une nouvelle circulation à deux niveaux est aménagée.

##### La Villa romaine d'Augette
En 1872, fut découverte, au lieu-dit "Augette", sur la colline orientée vers le midi, située non loin des confluents des ruisseaux d'Augette et de Saint-Pierre, une importante villa romaine datant du IIIe siècle. Cette villa avait une façade de plus de 90 mètres et était composée de trois corps de bâtiments ; celui du personnel subalterne, celui des maîtres et enfin celui des hypocaustes, salles de bain et de jeux. Il y avait aussi une pièce située en sous-sol (que l'on peut encore visiter) et qui devait jouer le rôle de cave. La qualité des objets découverts permet de déduire qu'il s'agissait d'un riche propriétaire qui est à l'origine du nom du village. On trouvera aussi dans plusieurs endroits du village des tombeaux de l'époque franque.

##### Le musée des Marches folkloriques
Depuis 1986, l'Association des Marches Folkloriques de l'Entre-Sambre-et-Meuse (A.M.F.E.S.M.), regroupant plus de 70 Compagnies et plus de 7 000 Marcheurs, en collaboration avec l'Administration Communale de Gerpinnes, a créé son Musée des Marches.

##### Le monument aux Marcheurs
À proximité du musée, dans le mur d'enceinte de la maison communale, un monument aux Marcheurs a été érigé en 1981 par l'Association des Marches Folkloriques de l'Entre-Sambre-et-Meuse pour son 25e anniversaire. Cette œuvre d'art, réalisée par le sculpteur Félix Roulin, est constituée de plusieurs logettes en bronze, encastrées dans le moellon et représente les éléments essentiels du Marcheur.

##### Architecture
Trois châteaux sont les témoins du passé prospère de l'ancien centre de commerce qu'était Gerpinnes.
- Le château "La Tour" déjà cité au XIVe siècle et qui se situe à la rue Albert 1er.
- Le château d'En Haut, construit par la famille de Bruges, devenu maintenant " maison communale ". Il abrite une pièce rehaussée de peintures et boiseries finement sculptées[12].
- Le château d'En Bas, ou château du Fourneau, construit par les Desmanet, maîtres de forge, et aménagé en école par les Chanoines de Latran (Collège Saint-Augustin)[13].

Plusieurs fermes imposantes à plan carré se trouvent sur son territoire.

##### Fromiée
Il est le plus petit village de l'entité. C'est un hameau de 70 maisons, retiré des grands axes de circulation et entouré de bois. La Cantinière de bronze, œuvre du sculpteur Voltaire Ceragioli, a été récemment installée au carrefour principal. Celle-ci témoigne de l'importance culturelle des marches folkloriques dans cette localité.
Eglise Sainte-Adèle. Elevé en 1859 dans un style pseudo-classique.

#### Hymiée
Le village, constitué en majorité de maisons en pierre calcaire, se regroupe autour d'une grande place verdoyante, fait rarissime dans la région. Village de coutumes, les écoliers y fêtent encore la saint-Grégoire en parcourant les rues et les maisons tout en chantant leur souhait de se voir offrir des œufs.
Église Saint-Etienne. D'inspiration néo-classique construit en 1861.

##### Les Flaches
Le hameau des Flaches, situé à proximité de la route nationale 5, a acquis, depuis la dernière guerre, un caractère de plus en plus résidentiel. On y trouve la ferme de Bertransart, une ancienne commanderie de l'ordre du Temple dont la fondation remonte à 1207. L'une des premières possessions de l'ordre en Wallonie à l'époque dans le comté de Namur qui fut ensuite dévolue aux hospitaliers. La marche Sainte-Rolende passe sur ses terres et y fait une courte halte à sa chapelle.
Eglise Saint-Ghislain. Bâti de 1863 à 1865 sur des plans d'inspiration néo-classique.

### Folklore
Le folklore à Gerpinnes est un élément extrêmement important. Étant situé dans ce que l'on appelle l'Entre-Sambre-et-Meuse, Gerpinnes fait partie des communes qui ont pour folklore principal, les marches de l'Entre-Sambre-et-Meuse. À côté de cela, les différents villages de l'entité vivent également au rythme des traditionnels Grands Feux.

#### Les marches

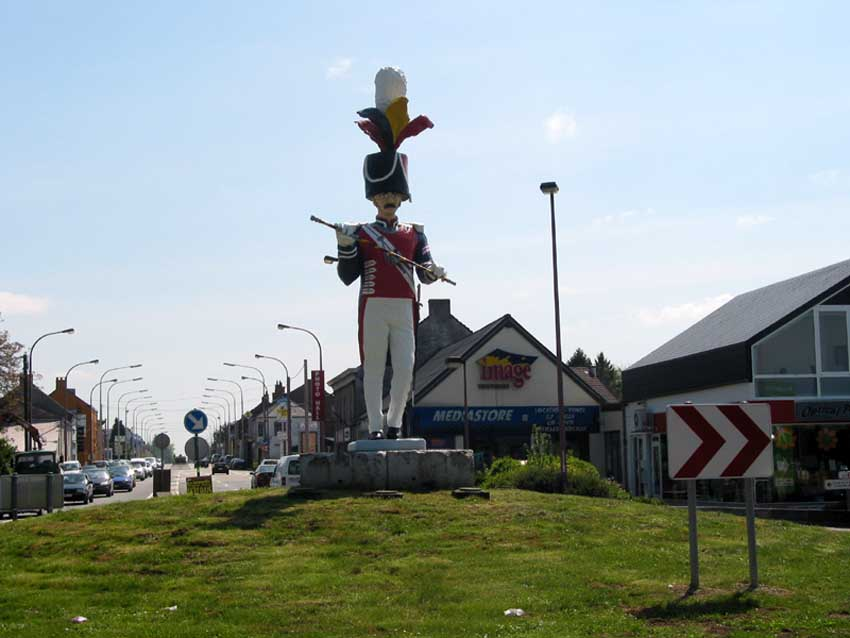
À l'entrée de Gerpinnes, le Tambour Major.

Si la marche Sainte-Rolende de Gerpinnes est la plus connue et l'une des plus grandes marches folkloriques de l'Entre-Sambre-et-Meuse, d'autres marches, plus modestes, occupent également le calendrier des festivités des différents villages de Gerpinnes.

#### La marche Sainte-Rolende
Cette marche fait partie des quinze marches de l'Entre-Sambre-et-Meuse qui ont été reconnues en décembre 2012 comme chef-d'œuvre du patrimoine oral et immatériel de l'humanité par l'UNESCO.

#### La marche Saint-Pierre
À Gerpinnes-Centre, ont lieu, le deuxième week-end du mois de septembre, les festivités de la Marche Saint-Pierre. Cette Marche, similaire aux Marches Sainte Rolende quant à ses coutumes, était traditionnellement réservée aux garçons et aux adolescents du village. Elle trouve son origine dans un fait de guerre : la Marche Sainte-Rolende ayant été interdite sous l'occupation allemande, les élèves de l'école communale et leur instituteur, M. Léon Gonthier, ont bravé cet interdit.

#### Les grands feux
Chaque année, pour fêter la fin de l'hiver et l'arrivée du printemps, chaque village de l'entité organise un « grand feu ».
Au sommet d'un bûcher, on brûle symboliquement le "Bonhomme Hiver". Par cette tradition, on entend saluer le retour des beaux jours.

#### Harmonie Royale Saint-Michel
1869 : c’est en effet l’année indiquée sur le premier drapeau de cette harmonie, qui se trouve actuellement au Musée des Marches folkloriques de l’Entre-Sambre-et-Meuse, bien que le quotidien « L’Union de Charleroi » relate déjà l’existence d’une Société d’Harmonie de Gerpinnes dans son édition du 11 juin 1862.

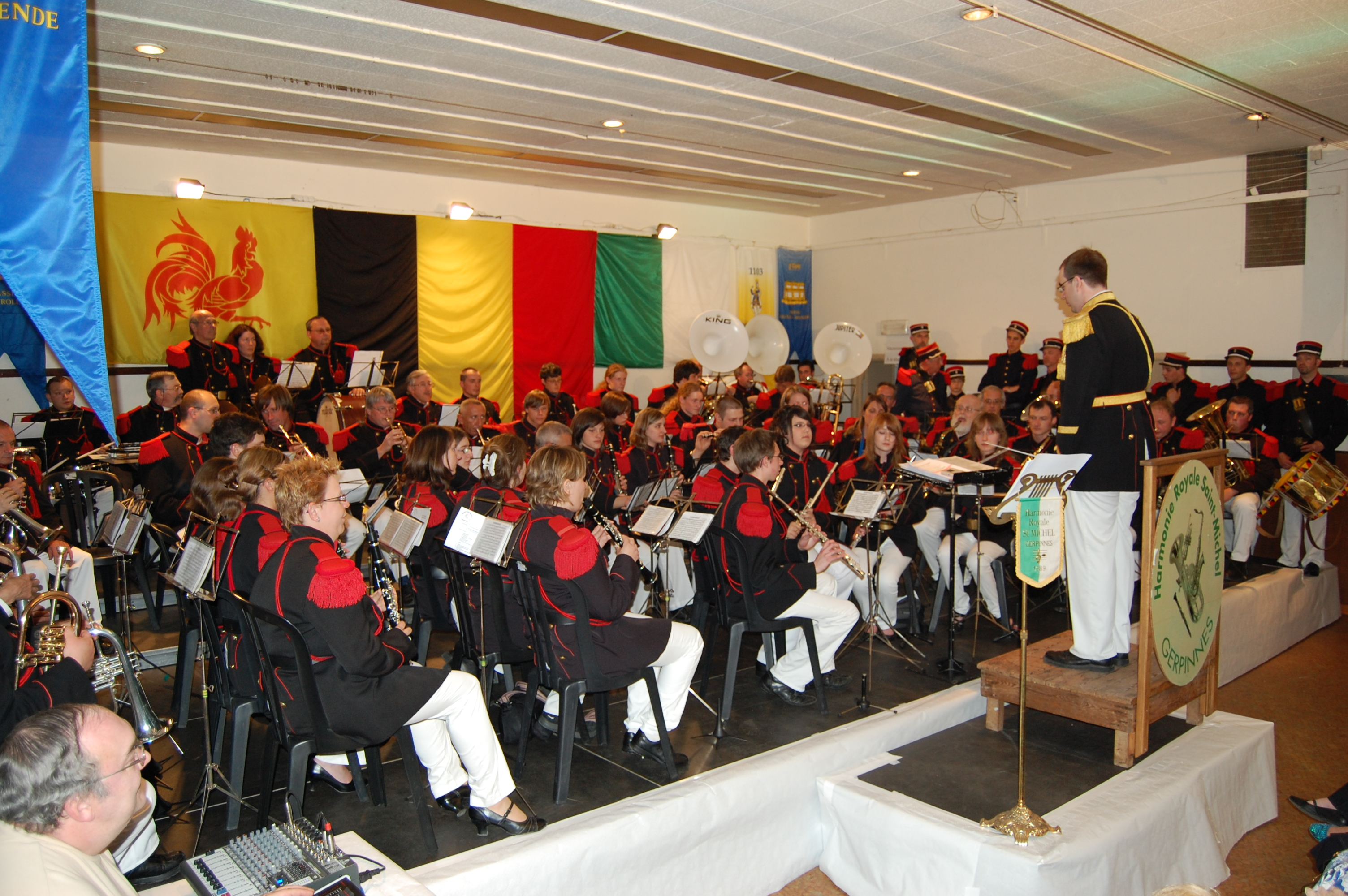
Concert de Marches 2009, « veille de l'ascension ».

Vers 1890, on retrouve trace d’une Société d’Harmonie « L'Aurore », notamment sur un ancien règlement de la société exposé dans le local de répétition de notre musique situé à la Rue Schmidt. Elle prendra le nom définitif d’ « Harmonie Royale Saint-Michel » le 17 mai 1929 à la suite de l’octroi du titre de « société royale » par Sa Majesté le Roi Albert 1er.
Elle participe à de nombreux évènements culturels, plus particulièrement à la célébration de la Pentecôte, aux festivités liées à la Châsse Sainte Rolende ainsi qu’à plusieurs marches et concerts dans l’entité de Gerpinnes et à l’extérieur.
Outre ses répétitions hebdomadaires, l’harmonie assure également l’apprentissage musical de jeunes et moins jeunes élèves grâce à son école de musique. Les cours de solfège et d’instruments y sont dispensés et permettent aux musiciens de se perfectionner et/ou (re)découvrir cet art particulier qu’est la musique.
Directeur Musical de l’HRSM : Benoît Delbart

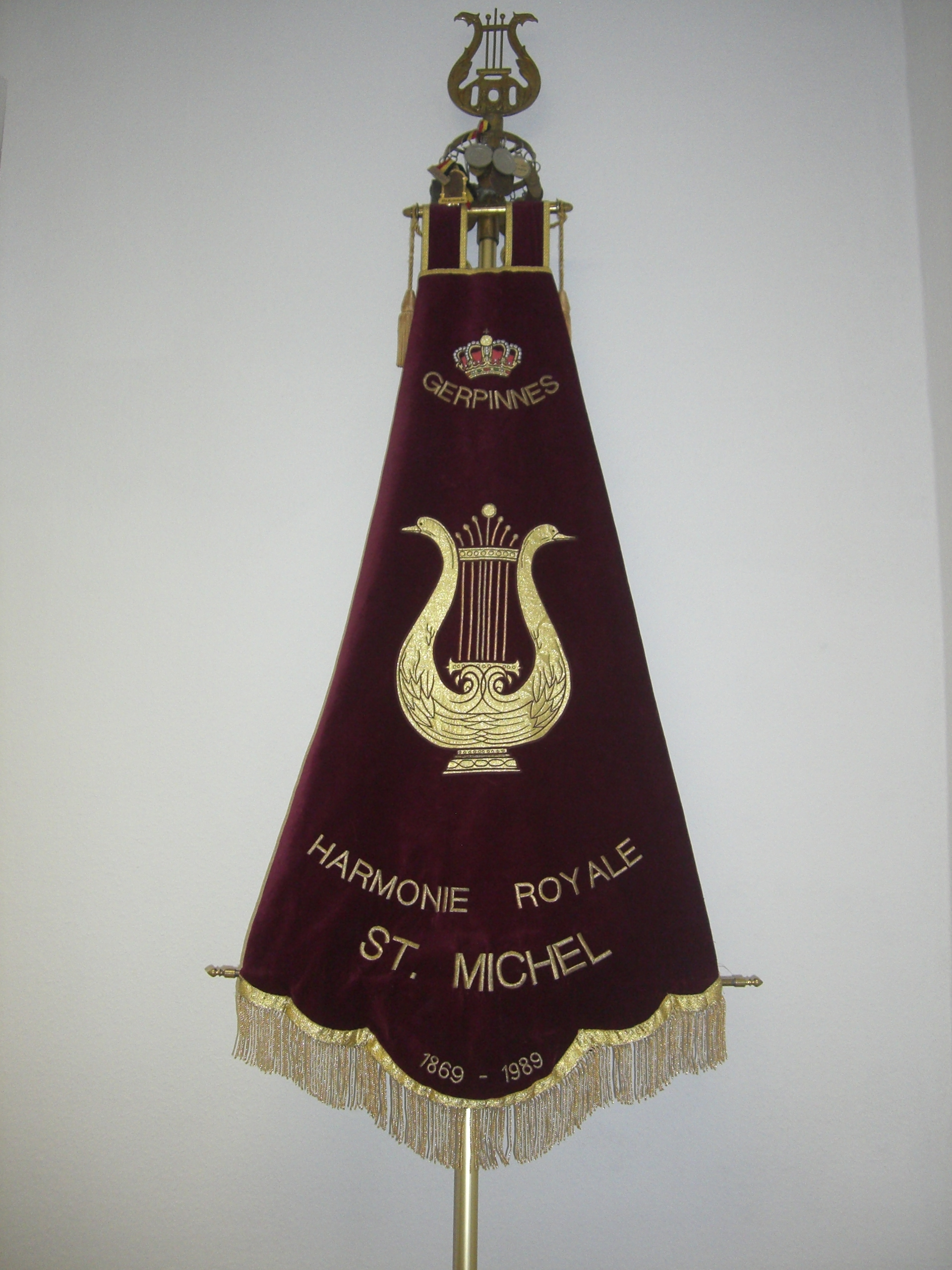
Drapeau de l'harmonie de Gerpinnes.
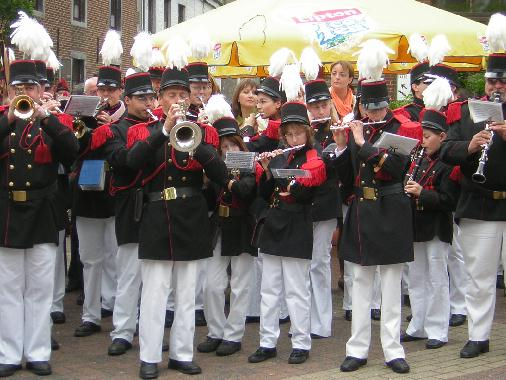
Pentecôte 2005.
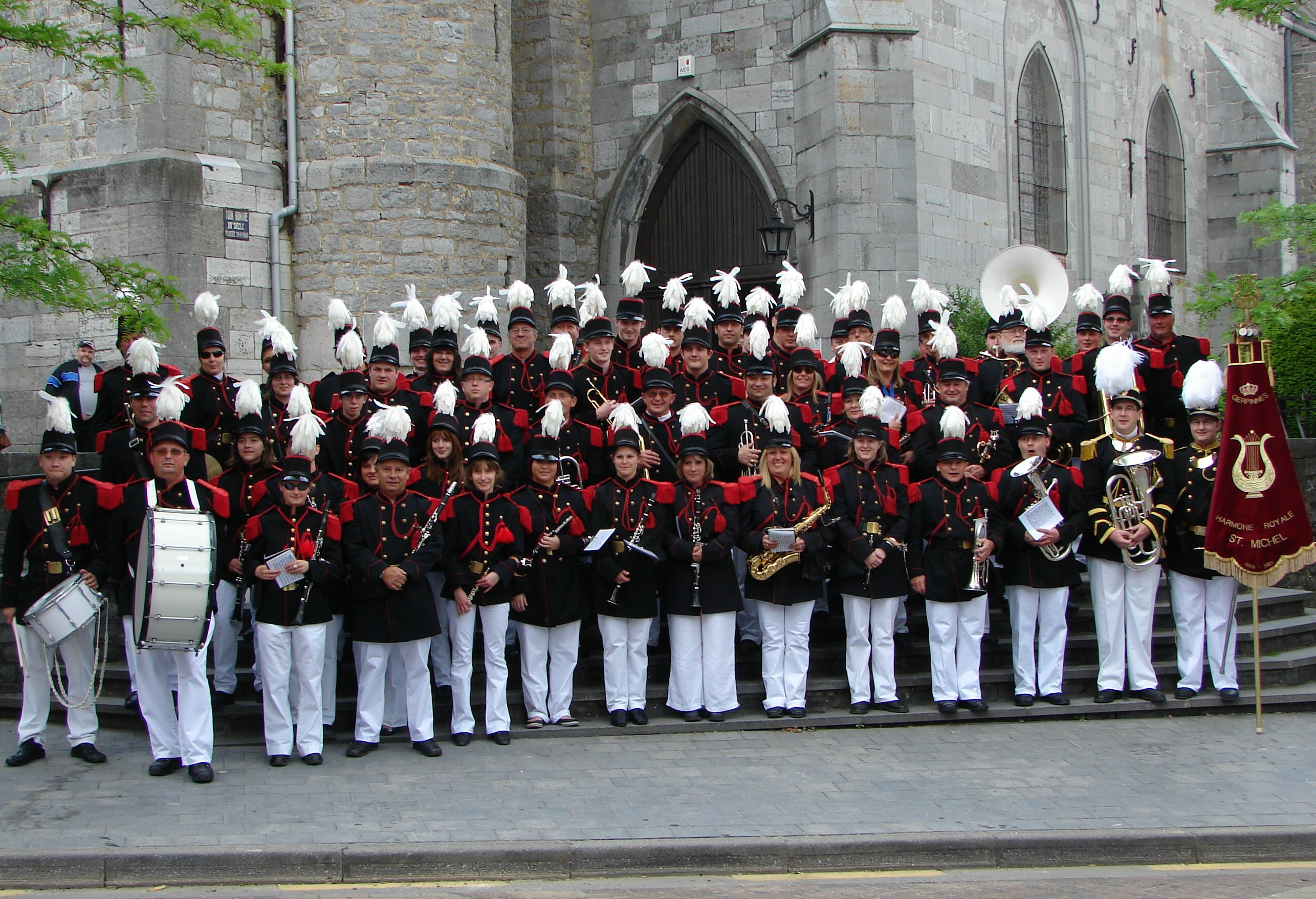
Pentecôte 2009.
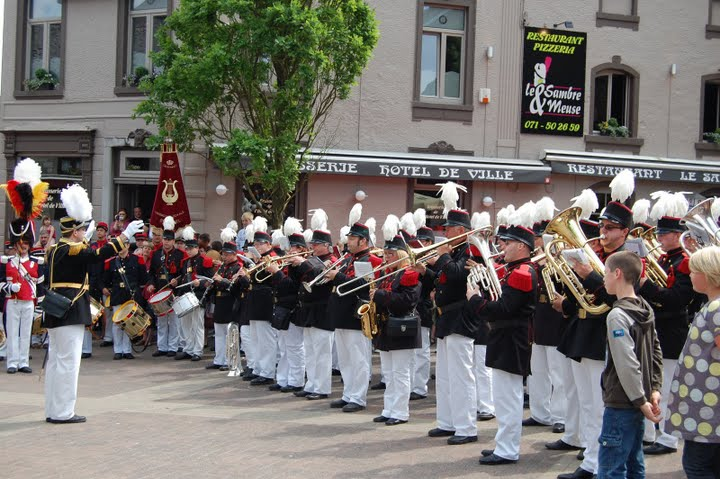
Pentecôte 2009.
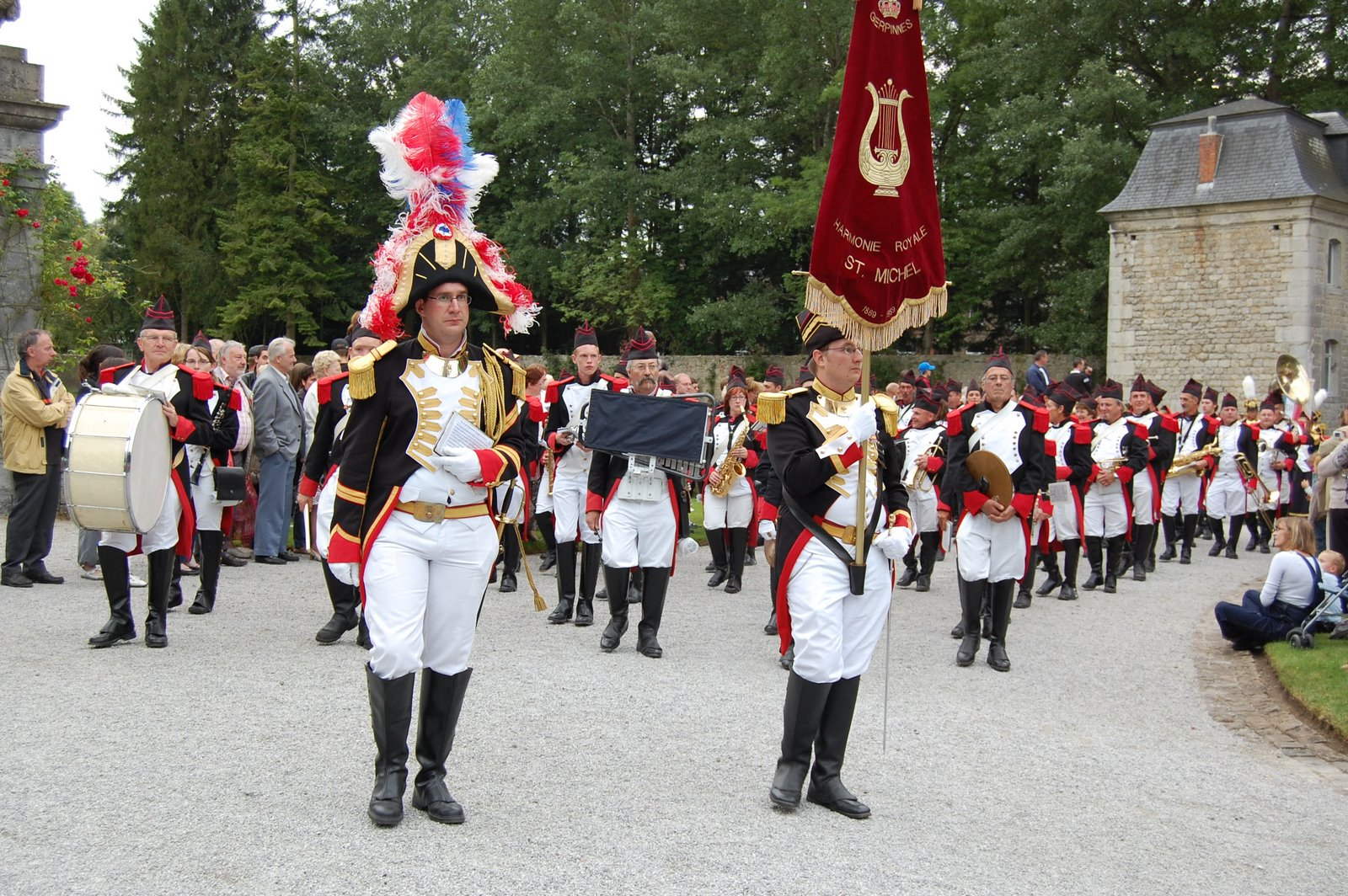
Saint-Roch « Lausprelle » 2008.
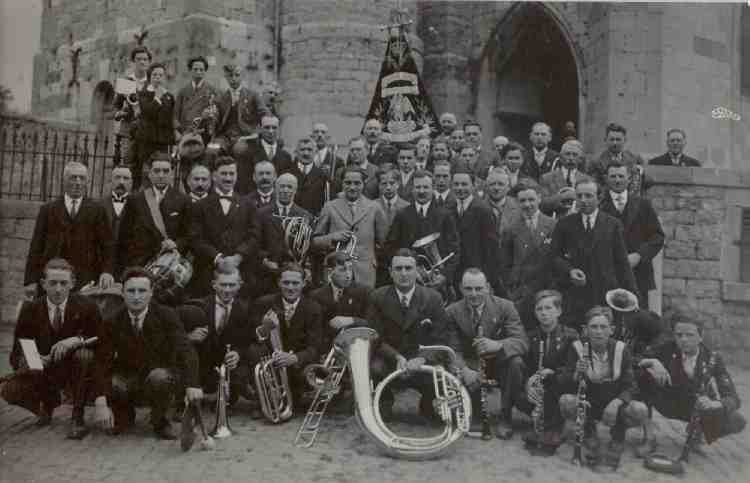
L'harmonie vers 1935.
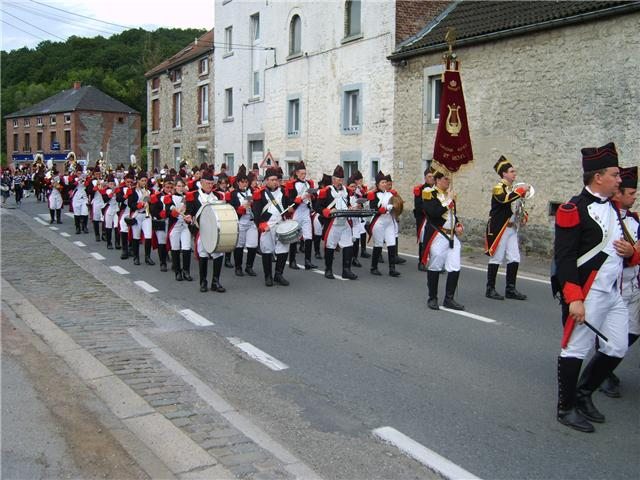
Saint-Roch « Lausprelle » 2008.
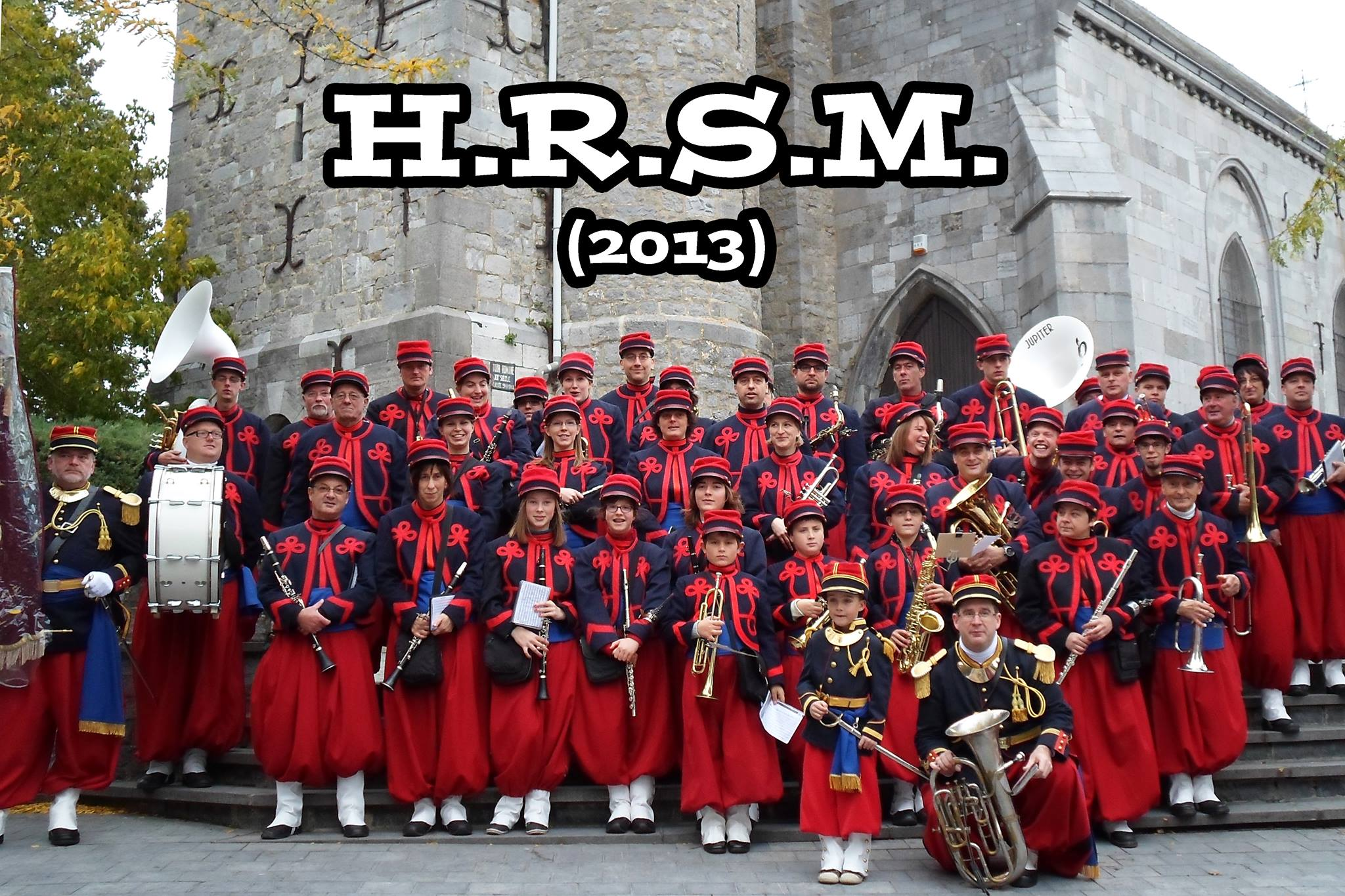
Reconnaissance UNESCO (dimanche 13 octobre 2013).
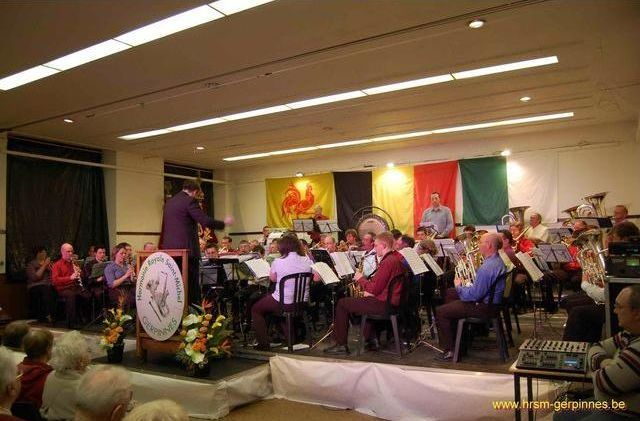
concert du 140e en 2009.

## Personnalités
- Gabriel Belgeonne, graveur, peintre, auteur de cartons de tapisseries et de vitraux.
- Pino Cerami (1922-2014), coureur cycliste belgo-italien, mort à Gerpinnes.
- François Cabut (1928-2002), coureur cycliste mort à Gerpinnes.
- Henri Deglume, peintre impressionniste 1865-1940.
- Louis Wuillem, peintre paysagiste 1885-1958.
- Albert Frère, homme d'affaires.
- Gérald Frère, homme d'affaires.
- Gérard Tonnon, artiste peintre surréaliste, sculpteur, fondeur, acteur de court-métrage.
- Octave Pirmez, écrivain, philosophe, poète et essayiste wallon.
- Eugène-François de Dorlodot, homme politique.
- Eugène de Dorlodot, fils d'Eugène-François de Dorlodot.
- Famille d'Udekem, à laquelle appartient Mathilde d'Udekem d'Acoz actuelle reine de Belgique.
- Alain Simons, ex-présentateur de RTL-TVi.
- Michel Robert, écrivain et auteur dramatique dialectal.
- Philippe de Marbais, Seigneur de Loverval, capitaine réformé au service des États généraux.
- Éric-Emmanuel Schmitt, écrivain, dramaturge et réalisateur français naturalisé belge en 2008.
- Charles Szymkowicz, peintre néo-expressionniste.
- Joëlle Milquet, femme politique.
- Rolende de Gerpinnes, princesse canonisée vénérée dans l'entité.
- Hermine Meunier, artiste-peintre.
- Fanny Jandrain, speakerine et animatrice de RTL-TVI.